# Niesslia exigua
Niesslia exigua är en lavart som först beskrevs av Pier Andrea Saccardo, och fick sitt nu gällande namn av Wilhelm Kirschstein 1939. Niesslia exigua ingår i släktet Niesslia och familjen Niessliaceae.   Inga underarter finns listade i Catalogue of Life.